# Травень 2010
Травень — п'ятий місяць 2010-го року, що почався в суботу 1 травня і закінчився в понеділок 31 травня.
- 1 травня
  - Внаслідок теракту в мечеті в Могадишо загинуло щонайменше 30 осіб[1]
  - На іподромі в Нальчику стався вибух, внаслідок якого госпіталізовано 21 особу[2]
  - У Греції пройшов 24-годинний страйк профспілок[3]
  - В Тирані пройшов мітинг протесту, організований соціалістами що зібрав до 200 тис. людей[4]

- 4 травня
  - В Непалі почалися масові акції протести проти чинного уряду[5]

- 6 травня
  - Грецький парламент ухвалив скорочення державних витрат, які країна пообіцяла затвердити в обмін на міжнародну допомогу[6]
  - У Великій Британії пройшли парламентські вибори[7]

- 7 травня
  - Парламент Бельгії оголосив про саморозпуск[8][9]
  - У Німеччині розпочався Чемпіонат світу з хокею із шайбою 2010[10]

- 8 травня
  - Палестина ухвалила рішення відновити мирні переговори з Ізраїлем, цього разу — за посередництва США[11]

- 10 травня
  - У Києві частина опозиційних партій (зокрема «Батьківщина», Народний рух України, «Свобода») утворили Народний комітет захисту України, який задекларував за мету «відстоювання суверенітету України та захист прав громадян»[12]

- 11 травня
  - Девід Камерон став новим прем'єр-міністром Великої Британії[13][14]

- 12 травня
  - Розпочався Каннський фестиваль 2010[15]

- 14 травня
  - Старт місії STS-132 шатла «Атлантіс» до Міжнародної космічної станції.

- 15 травня
  - У Судані сталися сутички між урядовими військами та бойовиками угруповання «Рух справедливості та рівності», загинули 57 осіб[16].

- 16 травня
  - У фіналі кубка України з футболу сімферопольська «Таврія» перемогла донецький «Металург».

- 17—18 травня
  - У Шевченківському[17] районному управлінні міліції Києва загинув студент Ігор Індило, чия смерть викликала значний резонанс в Україні[18][19].

- 21 травня
  - Ракета-носій «Аріан-5», який був запущений з космодрому Куру в Французькій Гвіані, успішно вивів на проміжну орбіту два супутника — телекомунікаційний супутник «Астра 3В» для люксембурзької компанії-оператора «СЕС-Астра» та супутник «Комсат BV2» для міністерства оборони Німеччини.[20]
  - Через повінь в Центральній Європі, що почалася 16 травня загинуло щонайменше 12 осіб[21]

- 22 травня
  - В аеропорту індійського міста Мангалор розбився лайнер Boeing компанії Air India, який летів з Дубаї (ОАЕ). В результаті катастрофи загинуло 159 осіб, залишитись живому вдалось лише 8 пасажирам, однак один з них вмер по дорозі до лікарні.[22]
  - Жертвами авіаудару військ США по позиціям бойовиків в провінції Пактія на сході Афганістану стали 12 осіб. Як повідомили представники американського командування, всі вбиті були бойовиками.[23]
  - «Інтернаціонале» здобув кубок чемпіонів, здолавши у фіналі Ліги чемпіонів мюнхенську «Баварію» з рахунком 2:0[24]

- 23 травня
  - У польському Сопоті відбувся міжнародний форум за участі кількох європейських країн (зокрема України), присвячений першій річниці створення Східного партнерства[25]

- 28 травня
  - У Чехії відбулися парламентські вибори[26]
  - У Західній Бенгалії внаслідок теракту сталася аварія поїзда Г'яшневарі, через що загинуло понад 140 людей, більше 180 травмовано[27]

- 30 травня
  - Група кораблів з гуманітарним вантажем для Сектору Гази спробувала прорвати ізраїльську морську блокаду, внаслідок чого загинуло 10 активістів з-поміж тих, хто супроводжував кораблі[28]

- 31 травня
  - Президент Німеччини Горст Келер подав у відставку[29][30]